# Almălău
Almălău – wieś w Rumunii, w okręgu Konstanca, w gminie Ostrov. W 2011 roku liczyła 827 mieszkańców.